# WikiIslam
WikiIslam je višejezična wiki i internetska enciklopedija kritična prema islamu. Koristi besplatni wiki softver otvorenog koda MediaWiki. Registrirani korisnici imaju pravo mijenjati i uređivati njegov sadržaj. Stranicu je 2006. godine osnovao Ali Sina, kanadski bivši musliman iz Irana koji je kasnije postao ateist i kritičar islama. Godine 2015. stranicu je kupila nevladina organizacija Ex-Muslims of North America (EXMNA).

## Vanjske poveznice
- Službena stranica